# Rhinolophus swinnyi
Rhinolophus swinnyi is een zoogdier uit de familie van de hoefijzerneuzen (Rhinolophidae). De wetenschappelijke naam van de soort werd voor het eerst geldig gepubliceerd door Gough in 1908.